# 바람에 맞선 사자
《바람에 맞선 사자》(일본어: 風に立つライオン, 영어: Lion Standing Against The Wind)는 2015년 3월 14일에 개봉한 일본의 드라마 영화이다. 미이케 다카시가 감독을, 사이토 히로시가 각본을 맡았다.

## 줄거리
슈바이처의 자서전에 감명을 받아 의사를 지망한 코이치로는 대학병원에서 케냐의 연구실에 파견되고 애인을 두고 케냐로 간 코이치로는 현지 적십자병원에 한달간 파견을 나가게 되고 그곳에서 마약을 주사맞고 전쟁터로 간 소년병이 중상을 입고 차례대로 실려오는 모습을 보게 되는데...

## 출연진

### 주연
- 오오사와 타카오 - 시마다 코이치로 역
- 이시하라 사토미 - 쿠사노 와카코 역
- 마키 요코 - 아카시마 타카코 역

### 조연
- 하기와라 마사토 - 아오키 카츠히코 역
- 스즈키 료헤이 - 타가미 타로 역
- 후지타니 아야코 - 코지마 소우코 역
- 나카무라 쿠미 - 아카시마 키요미 역
- 야마자키 하지메 - 아키시마 세이이치 역
- 이시바시 렌지 - 무라카미 마사유키 역